# 兰卡斯特·戈登
兰卡斯特·戈登（英語：Lancaster Gordon，1962年6月24日—），美国NBA联盟职业篮球运动员。他在1984年的NBA选秀中第1轮第8顺位被洛杉矶快船选中。